# Клоуз, Джошуа
Джошуа Клоуз (англ. Joshua Close) — канадский актёр, сценарист и режиссёр. Лауреат премии «Джемини» (2011).

## Биография
Джошуа Клоуз родился 31 августа 1981 года в Оквилле, провинция Онтарио, Канада. Учился в институте социологии Райерсон, посещал театральную школу Circle In The Square.
Спустя месяц после окончания старшей школы, режиссёр Кэтрин Бигелоу пригласила его на съёмки фильма «К-19», где главные роли играли Харрисон Форд и Лиам Нисон. Клоуз сыграл роль Виктора, русского моряка. Первая главная роль — Оливер Твист в экранизации одноимённого произведения Чарльза Диккенса «Твист» 2003 года. Затем последовали второстепенные роли в фильмах «Шесть демонов Эмили Роуз» (парень Эмили Роуз) и «Чума». В 2007 Джошуа получил главную роль (Джейсон Крид) в фильме Джорджа Ромеро «Дневники мертвецов». В этой же роли он появился в «Выживании мертвецов» 2009 года.
Вместе с младшим братом Джастином написал сценарий к короткометражке «Short on Love» в 2009 году. Вдвоём они написали рассказ In Their Skin («В их шкуре»), который лёг в основу фильма «Дубликаты» 2012 года с Джошуа в главной роли.
В 2014 году Клоуз снялся в одной из второстепенных ролей в фильме «Убить гонца» и появился в шести эпизодах сериала «Фарго» (роль брата персонажа Мартина Фримана).
В 2016 году женился на американской актрисе Алекс Маккенна.

## Фильмография
| Год  |    | Русское название               | Оригинальное название          | Роль                        |
| ---- | -- | ------------------------------ | ------------------------------ | --------------------------- |
| 2002 | ф  | К-19                           | K-19: The Widowmaker           | Виктор                      |
| 2003 | ф  | Твист                          | Twist                          | Оливер                      |
| 2004 | ф  | Дом на краю света              | A Home at the End of the World | Рейнер (в титрах не указан) |
| 2005 | ф  | Шесть демонов Эмили Роуз       | The Exorcism of Emily Rose     | Джейсон                     |
| 2006 | ф  | Чума                           | The Plague                     | Кип                         |
| 2007 | ф  | Дневники мертвецов             | Diary of the Dead              | Джейсон Крид                |
| 2008 | ф  | День, когда Земля остановилась | The Day the Earth Stood Still  | инженер в комнате           |
| 2009 | с  | Необычный детектив             | The Unusuals                   | детектив Генри Коул         |
| 2009 | ф  | Выживание мертвецов            | Survival of the Dead           | Джейсон Крид                |
| 2011 | тф | Убийца в социальной сети       | The Craigslist Killer          | детектив Фрай               |
| 2012 | ф  | Дубликаты                      | In Their Skin                  | Марк Хьюз                   |
| 2012 | ф  | Мастер                         | The Master                     | Уэйн Грегори                |
| 2014 | с  | Фарго                          | Fargo                          | Чез Найгаард                |
| 2014 | ф  | Убить гонца                    | Kill the Messenger             | Рич Клайн                   |
| 2014 | с  | Легенды                        | Legends                        | Аарон Роули                 |
| 2015 | с  | 12 oбезьян                     | 12 Monkeys                     | Иван                        |
| 2015 | ф  | Экстрасенсы                    | Solace                         | Линус Харп                  |
| 2016 | с  | В поле зрения                  | Person of Interest             | Джефф Блэквелл              |
| 2017 | ф  | На север                       | Go North                       | Мартин                      |
| 2017 | с  | По волчьим законам             | Animal Kingdom                 | Нейт                        |

## Награды и номинации
| Год  | Награда          | Категория                                                                    | Фильм / Сериал | Результат |
| ---- | ---------------- | ---------------------------------------------------------------------------- | -------------- | --------- |
| 2011 | Премия «Джемини» | Лучшая мужская роль второго плана в драматической программе или мини-сериале | Торн: Соня     | Победа    |